# Turbo & Tacho
Turbo & Tacho ist ein deutscher Pilotfilm zu einer Actionserie, der von action concept für den Sender RTL produziert wurde. Der Handlungsort ist Duisburg. Außerdem ist Turbo & Tacho ein Ableger der bekannten Actionserie Alarm für Cobra 11.
Im Erfolgsfall des Pilotfilmes sollte eine Serie aus diesem werden. Aufgrund der eher geringen Einschaltquoten wurde der Ableger nicht fortgeführt.

## Handlung
Die beiden Nachwuchspolizisten Turbo und Tacho verursachen durch ihre eigenwilligen Ermittlungsmethoden nur Chaos. Im Rahmen einer Zwangsversetzung gelangen die beiden zur Dienststelle Duisburg-Nord. Hier ist Tachos Mutter Marianne Dienststellenleiterin. Auch der Rest von Tachos Familie arbeitet dort, da die Wache quasi als Familienunternehmen geführt wird. Obwohl auch Tachos Mutter nichts von den Alleingängen ihres Sprösslings hält, steht sie ihm und Turbo zur Seite.

## Hintergrund
Der Film ist ein Spin-off der Actionserie Alarm für Cobra 11. Turbo und Tacho hatten 2010 in den Episoden „Turbo & Tacho“ sowie „Turbo und Tacho reloaded“ von Alarm für Cobra 11 schon einen Auftritt. 2012 hat action concept im Auftrag von RTL angefangen, den Pilotfilm zu produzieren. Dieser wurde Anfang 2013 bei RTL ausgestrahlt.

## Figuren
- Kai Schröder (genannt Turbo) hat schon als Kind immer mit seinem Kumpel Tacho Polizei gespielt. Er ermittelt oft mit Tacho auf eigene Faust, was die beiden immer wieder in Gefahr bringt.
- Andreas Tachinski (genannt Tacho) ist der Sohn der Dienststellenleiterin Marianne Tachinski. Außerdem ist er der beste Kumpel von Turbo. Schon als Kind wollte er Polizist werden, wie alle anderen aus seiner Familie. Außerdem ermittelt er oft mit Turbo auf eigene Faust.
- Marianne Tachinski ist die Mutter von Tacho und Dienststellenleiterin des Polizeireviers Duisburg-Nord.

## Pilotfilm

### Inhalt
Turbo und Tacho ermitteln „undercover“ gegen den vermeintlichen Drogenhändler Rico Bauer. Sie vermasseln den Einsatz und werden zu einer anderen Dienststelle zwangsversetzt. Da keiner die beiden Chaoten aufnehmen will, kommen sie nach Duisburg-Nord, in die Dienststelle von Tachos Mutter.
Auch hier ermitteln die beiden weiter gegen Rico Bauer. Sie finden heraus, dass er im großen Stil Falschgeld herstellt. Gerade als die beiden ihn auffliegen lassen wollen und das SEK die Räume stürmt, ist die Druckmaschine spurlos verschwunden. Da keiner von dem Einsatz wusste, muss sie jemand vom Revier an Rico Bauer verraten haben. Aber wer?
Tachos Mutter steht kurz vor ihrer Hochzeit mit „Onkel Klaus“. Ausgerechnet dieser entpuppt sich als der gesuchte Verräter.
Um die Hochzeit von Tachos Mutter und ihm zu verhindern, fliehen sie vor Rico und seinen Leuten ausgerechnet mit dem Transporter, in welchem das Falschgeld liegt.
Rico folgt den beiden und überfällt die Hochzeit. Rico gibt sich siegessicher, aber kommt er gegen die „Familienpower“ an?

### Besetzung
| Schauspieler               | Rollenname                                 |
| -------------------------- | ------------------------------------------ |
| Axel Stein                 | Polizeikommissar Kai „Turbo“ Schröder      |
| Daniel Roesner             | Polizeikommissar Andreas „Tacho“ Tachinski |
| Petra Kleinert             | Polizeioberrätin Marianne Tachinski        |
| Gabriel Merz               | Rico Bauer                                 |
| Florentine Lahme           | Saskia                                     |
| Guntbert Warns             | Klaus Stegemann                            |
| Barbara Schmidt            | Brigitte Tachinski                         |
| Stefan Richter             | Karlo Delling                              |
| Goran Luca Maric           | Wolf-Dieter Kazorke                        |
| Christian Tasche           | Friedrich                                  |
| Ralf Richter               | Charly Wischollek                          |
| Ania Niedieck              | Jennifer                                   |
| Jessica Ginkel             | Julia                                      |
| Thomas Gimbel              | Stefan                                     |
| Christian Storm            | Müller                                     |
| Fiona Erdmann              | Antje van Basten                           |
| Peter W. Bachmann          | Claas van Basten                           |
| Hendrik von Bültzingslöwen | Schimanski                                 |
| Artus Maria Matthiessen    | Vater Schröder                             |